# Nowy Staw (gromada)
Nowy Staw – dawna gromada, czyli najmniejsza jednostka podziału terytorialnego Polskiej Rzeczypospolitej Ludowej w latach 1954–1972.
Gromady, z gromadzkimi radami narodowymi (GRN) jako organami władzy najniższego stopnia na wsi, funkcjonowały od reformy reorganizującej administrację wiejską przeprowadzonej jesienią 1954 do momentu ich zniesienia z dniem 1 stycznia 1973, tym samym wypierając organizację gminną w latach 1954–1972.
Gromadę Nowy Staw z siedzibą GRN w mieście Nowym Stawie (nie wchodzącym w jej skład) utworzono – jako jedną z 8759 gromad na obszarze Polski – w powiecie malborskim w woj. gdańskim na mocy uchwały nr 21/III/54 WRN w Gdańsku z dnia 5 października 1954. W skład jednostki weszły obszary dotychczasowych gromad Brzózki, Kącik, Laski, Mirowo, Pręgowo Żuawskie, Trępnowy, Tralewo, Dębina i Chlebówka ze zniesionej gminy Nowy Staw w tymże powiecie. Dla gromady ustalono 17 członków gromadzkiej rady narodowej.
1 stycznia 1958 do gromady Nowy Staw włączono wieś Świerki z gromady Myszewo w tymże powiecie.
1 stycznia 1960 do gromady Nowy Staw włączono miejscowość Martąg ze zniesionej gromady Lasowice Wielkie w tymże powiecie.
1 stycznia 1972 do gromady Nowy Staw włączono obszar zniesionej gromady Myszewo w tymże powiecie oraz część obszaru miasta Nowy Staw (1.098,91 ha) tamże.
Gromada przetrwała do końca 1972 roku, czyli do kolejnej reformy gminnej. 1 stycznia 1973 w powiecie malborskim reaktywowano zniesioną w 1954 roku gminę Nowy Staw.